# Debbie Watson (Wasserballspielerin)
Deborah „Debbie“ Kathleen Watson OAM (* 28. September 1965 in Sydney) ist eine ehemalige australische Wasserballspielerin. Sie war Weltmeisterin 1986 und Olympiasiegerin 2000.

## Sportliche Karriere
Debbie Watson begann als Netball-Spielerin. Nach einer Verletzung rieten ihr Ärzte dazu, lieber Wassersport zu betreiben und so begann sie mit dem Wasserball. Ab 1983 war sie Mitglied der australischen Wasserball-Nationalmannschaft.
1986 wurde im Rahmen der Schwimmweltmeisterschaften 1986 in Madrid erstmals ein Wasserballturnier für Frauen durchgeführt. Es nahmen neun Mannschaften teil. In der Vorrunde gewannen die Teams aus den Vereinigten Staaten und aus Australien ihre Gruppe. In der Hauptrunde spielten die Mannschaften gegeneinander, die nicht schon in der Vorrunde aufeinander getroffen waren. Australien gewann den ersten Weltmeistertitel vor den Mannschaften aus den Niederlanden und aus den Vereinigten Staaten.
In den folgenden Jahren waren die Australierinnen im Weltpokal recht erfolgreich, den sie 1991 gewannen. Bei den Weltmeisterschaften 1991 in Perth und 1994 in Rom erhielten sie keine Medaille. 1995 beendete Debbie Watson ihre Karriere.
Als Wasserball für Frauen als Wettbewerb in das Programm der Olympischen Spiele in Sydney 2000 aufgenommen wurde, kehrte die Sportlehrerin noch einmal zurück ins Nationalteam. Die Centerspielerin warf im Turnierverlauf drei Tore, davon eins im Halbfinale beim 7:6 gegen Russland. Im Finale gewannen die Australierinnen mit 4:3 gegen das Team aus den Vereinigten Staaten. In diesem Spiel gingen alle drei Centerspielerinnen, neben Debbie Watson noch Simone Hankin und Bridgette Gusterson, leer aus.
Nach den Olympischen Spielen in Sydney beendete Watson endgültig ihre Karriere als Leistungssportlerin. 2008 wurde sie in die International Swimming Hall of Fame (ISHOF) aufgenommen.